# 鍛冶ヶ野の蛇
鍛冶ヶ野の蛇（かじがやのへび、鍛冶ヶ谷の蛇）は、高知県幡多郡西土佐村（現・四万十市西土佐地区）に伝わる地名由来譚。

## 概要
昔、山奥の鍛冶屋にいた猟師が、何十貫もある大猪を仕留めた。だが、重すぎて持ち帰ることができなかったので、水神の大蛇が棲んでいるという蛇渕（じゃぶち）の渕の端に猪を置き、手伝いを呼びに村へ向かった。
村人を連れて戻ってみると、蛇渕から現れた大蛇が猪を飲み込みかけていた。猟師は怒り、大蛇が嫌う鉄屑を鍛冶屋から持って来るが既に大蛇はおらず、鉄屑を蛇渕に撒いた。すると大蛇が激怒し、暴風雨が起き、洪水によって山が崩れ、家も流され、村はすべて荒れ野になってしまった。
以来、鍛冶屋が荒れ野にしたも同然のその地を、鍛冶屋にちなんで鍛冶ヶ野または鍛冶ヶ谷と呼んだという。